# 拉特科·乔利奇
拉特科·乔利奇（羅馬化：Ratko Čolić，1918年3月17日—1999年10月30日），塞尔维亚男子足球运动员，场上位置是后卫。他曾代表南斯拉夫国奥队参加1952年夏季奥林匹克运动会足球比赛，获得一枚银牌。